# Bootsgräber auf Usedom
Die Bootsgräber auf Usedom (Landkreis Vorpommern-Greifswald) in Mecklenburg-Vorpommern wurden auf Gräberfeldern des späten 10. bis frühen 13. Jahrhunderts am Hain und an der Priesterstraße auf der Insel Usedom entdeckt.
Der zwischen 1997 und 2002 ausgegrabene Fundplatz umfasst beinahe 200 Bestattungen, wenige Brandgräber liegen neben den dominierenden Körperbestattungen. Die Ausstattung der Toten war im Allgemeinen bescheiden: Geweihkämme, Glasperlen, Feuerstähle, Messer, Schläfenringe, Tongefäße und Wetzsteine. Herausragend war ein Kammergrab mit Schwertbeigabe.
Die Erhaltungsbedingungen für Holz waren schlecht. In etwa 12 Gräbern fanden sich Verfärbungen und eiserne Nägel, die auf bootsförmige Behältnisse hinwiesen und in fünf Gräbern verblieben Reihen von Eisennägeln, die von Bootsplanken zeugen. Die Gebilde sahen einander ähnlich, wichen im Detail aber voneinander ab. Es handelte sich um bis zu 3,0 m lange, vermutlich nachenförmige Boote mit spitzem Bug und stumpfem Heck, die ausgebaute Einbäume darstellten oder Plankenboote waren.
Auf die Parallelen des 10. bis 13. Jahrhunderts verweist Felix Biermann:
- in Dänemark: Esbjerg und Sebbersund[ANM 1]
- in Skandinavien: Engeløya, Fosie, Löddeköpinge und Lamøya
- an der südlichen Ostseeküste in Köslin, Wollin und Zehden. Mit hoher Wahrscheinlichkeit besteht bei dieser Bestattungssitte ein nordischer Einfluss.